# Svina, Östervåla socken
Svina är en by i Östervåla socken, Heby kommun.
Byn omtalas första gången 1326 då den upptas bland gårdarna i Mats Kettilmundssons testamente, som han testamenterar till sin hustru Adelheid. Eftersom byn då var frälse är det mycket möjligt att den existerade redan före 1312, men trots det inte upptagits i markgäldsförteckningen. Några järnåldersgravar finns dock inte på byns ägor, och byn tillhör den grupp av frälsegårdar lydande under Aspnäs på gränsen mellan Östervåla och Tierps socknar som verkar ha upptagits i början av medeltiden.
1327 omtalas byn på nytt, då den tillhörde Gisle Elinesson (Sparre av Aspnäs). 1357 bytte hans son Magnus Gislesson (Sparre av Aspnäs) till sig gården i jordbyte med sin bror Barnam. Under 1500-talet fanns här endast en gård, från mitten av 1600-talet hade dock ökat till två.